# 山口県道302号福田下宇田線
山口県道302号福田下宇田線（やまぐちけんどう302ごう ふくだしもうたせん）は、山口県阿武郡阿武町を通る一般県道である。

## 概要
阿武郡阿武町大字福田下から阿武郡阿武町大字宇田に至る。

### 路線データ
- 起点：阿武郡阿武町大字福田下（島根県道・山口県道14号益田阿武線交点）
- 終点：阿武郡阿武町大字宇田（国道191号交点）
- 通行不能区間：阿武郡阿武町大字福田下 - 阿武郡阿武町大字宇田（仏坂）

## 歴史
- 1972年（昭和47年）4月1日 - 山口県告示第262号により認定。

## 地理

### 通過する自治体
- 阿武郡阿武町

### 交差する道路
| 交差する道路                     | 交差する場所 | 交差する場所 |
| -------------------------------- | ------------ | ------------ |
| 島根県道・山口県道14号益田阿武線 | 大字福田下   | 起点         |
| 通行不能区間                     |              |              |
| 国道191号                        | 大字宇田     | 終点         |

### 交差する鉄道
- 山陰本線

### 沿線
- 阿武町役場 宇田郷支所

### 峠
- 仏坂（阿武郡阿武町、自動車は通行不能）